# Lašče (Borovnica)
Lašče é um assentamento localizado no município de Borovnica na Eslovênia. Possuía apenas um habitante em 2020.